# Mezzaestate
Mezzaestate è un film del 1991 diretto da Daniele Costantini.

## Trama
Nicola presenta degli strani comportamenti e i suoi superiori decidono di sospenderlo dal lavoro. Lui ne approfitterà e andrà alla ricerca di Milena.